# Ivan Hlinka Memorial Tournament 2014
Das Ivan Hlinka Memorial Tournament 2014 war die 24. Austragung des Ivan Hlinka Memorial Tournament, einem Eishockeyturnier für Nachwuchs-Nationalmannschaften der Altersklasse U18. Es fand vom 11. bis zum 16. August 2014 wie in den letzten vier Jahren im tschechischen Břeclav und im slowakischen Piešťany statt. Seriensieger Kanada setzte sich im Finale gegen die tschechischen Gastgeber durch und gewann somit seine 19. Goldmedaille.

## Modus
Die acht Teilnehmer wurden in zwei Gruppen mit je vier Mannschaften eingeteilt. In der Gruppenphase spielte jedes Team einmal gegen alle anderen Gruppenteilnehmer und absolvierte somit drei Spiele. Die jeweiligen Gruppenersten und -zweiten qualifizierten sich für das Halbfinale, das ebenso wie das Finale als K.-o.-Spiel ausgetragen wurde.

## Gruppenphase

### Gruppe A
| 11. August 2014 15:30 Uhr (Ortszeit) | Finnland Jesse Puljujärvi (0:13) Kasper Björkqvist (27:32) Sami Tavernier (31:11) Patrik Laine (41:27) Sebastian Aho (51:44) | 5:2 (1:2, 2:0, 2:0) Spielbericht | Russland Jegor Rykow (6:34) Michail Sidorow (14:27) | Zimní stadion v Břeclavi, Břeclav Zuschauer: 300 |

| 11. August 2014 19:00 Uhr | Tschechien Jakub Zbořil (24:37) Filip Chlapík (32:51) Lukáš Jašek (36:09) Lukáš Jašek (59:52) | 4:2 (0:1, 3:0, 1:1) Spielbericht | Vereinigte Staaten Brock Boeser (8:42) Robby Jackson (41:50) | Zimní stadion v Břeclavi, Břeclav Zuschauer: 1200 |

| 12. August 2014 15:30 Uhr | Russland Kirill Kaprisow (6:51) Artem Iwanjuschenkow (9:43) Artem Iwanjuschenkow (18:38) Kirill Kaprisow (33:23) | 4:7 (3:2, 1:2, 0:3) Spielbericht | Vereinigte Staaten Dennis Yan (8:50) Dennis Yan (19:59) Brock Boeser (21:27) Brock Boeser (35:14) Grant Gabriele (45:18) Brock Boeser (52:04) Erik Foley (57:18) | Zimní stadion v Břeclavi, Břeclav Zuschauer: 415 |

| 12. August 2014 19:00 Uhr | Tschechien Radek Koblížek (0:30) Jakub Zbořil (31:25) Jan Dufek (41:37) Lukáš Jašek (47:30) | 4:3 (1:1, 1:1, 2:1) Spielbericht | Finnland Jesse Puljujärvi (9:23) Petrus Palmu (27:38) Petrus Palmu (46:58) | Zimní stadion v Břeclavi, Břeclav Zuschauer: 1060 |

| 13. August 2014 15:30 Uhr | Vereinigte Staaten Tommy Novak (16:55) Troy Terry (22:32) Karch Bachman (33:45) Robby Jackson (36:25) Tommy Novak (42:19) Dennis Yan (53:39) Troy Terry (54:54) Brock Boeser (56:47) Troy Terry (57:54) | 9:4 (1:1, 3:2, 5:1) Spielbericht | Finnland Jonne Tammela (5:16) Petrus Palmu (20:49) Vili Saarijärvi (35:15) Sebastian Aho (44:30) | Zimní stadion v Břeclavi, Břeclav Zuschauer: 372 |

| 13. August 2014 19:00 Uhr | Tschechien Filip Dvořák (5:54) Roman Dymáček (12:23) Filip Suchý (23:49) Jan Dufek (32:29) Roman Dymáček (32:36) Šimon Stránský (33:25) Šimon Stránský (39:10) David Kaše (45:33) Filip Dvořák (49:33) Jakub Zbořil (54:36) Jakub Zbořil (57:39) | 11:2 (2:1, 5:0, 4:1) Spielbericht | Russland Kirill Kaprisow (8:33) Dmitri Schukenow (46:34) | Zimní stadion v Břeclavi, Břeclav Zuschauer: 1548 |

| Pl. |                    | Sp | S | OTS | OTN | N | Tore  | Punkte |
| 1.  | Tschechien         | 3  | 3 | 0   | 0   | 0 | 19:07 | 9      |
| 2.  | Vereinigte Staaten | 3  | 2 | 0   | 0   | 1 | 18:12 | 6      |
| 3.  | Finnland           | 3  | 1 | 0   | 0   | 2 | 12:15 | 3      |
| 4.  | Russland           | 3  | 0 | 0   | 0   | 3 | 08:23 | 0      |

Abkürzungen: Pl. = Platz, Sp = Spiele, S = Siege, OTS = Siege nach Verlängerung oder Penaltyschießen, OTN = Niederlagen nach Verlängerung oder Penaltyschießen, N = Niederlagen

Erläuterungen: Qualifikant für das Halbfinale

### Gruppe B
| 11. August 2014 14:00 Uhr (Ortszeit) | Schweiz Dominik Schmid (30:24) | 1:5 (0:2, 1:2, 0:1) Spielbericht | Kanada Dylan Strome (7:56) Mathew Barzal (10:12) Lawson Crouse (24:06) Mitchell Vande Sompel (29:24) Mitchell Stephens (42:21) | Zimný Štadión Piešťany, Piešťany Zuschauer: 251 |

| 11. August 2014 17:30 Uhr | Slowakei Marek Hecl (16:45) | 1:6 (1:1, 0:3, 0:2) Spielbericht | Schweden Alexander Younan (10:44) Rasmus Asplund (20:34) Joel Eriksson Ek (25:41) Oliver Kylington (39:47) Jonathan Davidsson (47:34) Joel Eriksson Ek (51:08) | Zimný Štadión Piešťany, Piešťany Zuschauer: 589 |

| 12. August 2014 14:00 Uhr | Kanada Travis Konecny (26:36) Lawson Crouse (34:30) Mitchell Stephens (43:21) Mitchell Stephens (52:09) Jansen Harkins (56:46) | 5:1 (0:0, 2:1, 3:0) Spielbericht | Schweden Philip Magnusson (36:34) | Zimný Štadión Piešťany, Piešťany Zuschauer: 212 |

| 12. August 2014 17:30 Uhr | Slowakei Peter Valent (43:07) | 1:3 (0:1, 0:2, 1:0) Spielbericht | Schweiz Dominik Schmid (18:08) Lee Roberts (25:26) Roger Karrer (28:15) | Zimný Štadión Piešťany, Piešťany Zuschauer: 267 |

| 13. August 2014 14:00 Uhr | Schweden Jonathan Dahlén (1:04) Jonathan Davidsson (9:23) Oliver Erixon (10:17) Jonathan Dahlén (12:24) Anton Kalte (23:49) Joel Eriksson Ek (27:44) Lucas Carlsson (34:20) | 7:2 (4:1, 3:1, 0:0) Spielbericht | Schweiz Fabio Hollenstein (4:20) Damien Riat (25:42) | Zimný Štadión Piešťany, Piešťany Zuschauer: 285 |

| 13. August 2014 17:30 Uhr | Slowakei Filip Lešťan (52:19) | 1:5 (0:2, 0:1, 1:2) Spielbericht | Kanada Ethan Bear (5:20) Lawson Crouse (16:24) Mitchell Marner (21:15) Travis Konecny (44:40) Tyler Soy (45:50) | Zimný Štadión Piešťany, Piešťany Zuschauer: 586 |

| Pl. |          | Sp | S | OTS | OTN | N | Tore  | Punkte |
| 1.  | Kanada   | 3  | 3 | 0   | 0   | 0 | 15:03 | 9      |
| 2.  | Schweden | 3  | 2 | 0   | 0   | 1 | 14:08 | 6      |
| 3.  | Schweiz  | 3  | 1 | 0   | 0   | 2 | 06:13 | 3      |
| 4.  | Slowakei | 3  | 0 | 0   | 0   | 3 | 03:14 | 0      |

Abkürzungen: Pl. = Platz, Sp = Spiele, S = Siege, OTS = Siege nach Verlängerung oder Penaltyschießen, OTN = Niederlagen nach Verlängerung oder Penaltyschießen, N = Niederlagen

Erläuterungen: Qualifikant für das Halbfinale

## Platzierungsspiele

### Spiel um Platz 7
| 15. August 2014 14:00 Uhr (Ortszeit) | Slowakei Radovan Bondra (11:25) Michal Roman (29:46) | 2:5 (1:2, 1:1, 0:2) Spielbericht | Russland Kirill Kaprisow (4:48) Iwan Jemez (18:38) Kirill Kaprisow (27:52) Artem Iwanjuschenkow (48:53) Michail Bjakin (52:48) | Zimný Štadión Piešťany, Piešťany Zuschauer: 287 |

### Spiel um Platz 5
| 15. August 2014 15:30 Uhr (Ortszeit) | Finnland Jesse Puljujärvi (2:40) Arttu Ruotsalainen (4:26) Petrus Palmu (4:50) Sebastian Aho (14:03) Julius Nättinen (23:54) Sebastian Aho (32:06) Kasper Björkqvist (35:23) Jesper Mattila (35:56) Sebastian Aho (39:01) | 9:3 (4:0, 5:2, 0:1) Spielbericht | Schweiz Dominik Diem (26:16) Nathan Marchon (30:25) Dominik Diem (54:22) | Zimní stadion v Břeclavi, Břeclav Zuschauer: 230 |

## Finalrunde
|  | Halbfinale | Halbfinale         | Halbfinale |  |  | Finale | Finale     | Finale |
|  |            |                    |            |  |  |        |            |        |
|  |            |                    |            |  |  |        |            |        |
|  | A1         | Tschechien         | 4          |  |  |        |            |        |
|  | B2         | Schweden           | 3          |  |  |        |            |        |
|  |            |                    |            |  |  | A1     | Tschechien | 2      |
|  |            |                    |            |  |  | B1     | Kanada     | 6      |
|  | B1         | Kanada             | 11         |  |  |        |            |        |
|  | A2         | Vereinigte Staaten | 5          |  |  |        |            |        |
|  |            |                    |            |  |  |        |            |        |

### Halbfinale
| 15. August 2014 17:00 Uhr (Ortszeit) | Kanada Dylan Strome (0:50) Dylan Strome (14:33) Jansen Harkins (17:55) Tyler Soy (28:15) Dylan Strome (29:58) Travis Konecny (32:16) Travis Konecny (35:20) Lawson Crouse (39:25) Adam Musil (42:04) Mitchell Stephens (50:53) Tyler Soy (59:17) | 11:5 (3:1, 5:2, 3:2) Spielbericht | Vereinigte Staaten Tommy Novak (3:25) Brock Boeser (24:40) Tanner Laczynski (31:00) Karch Bachman (51:24) Tommy Novak (56:09) | Zimný Štadión Piešťany, Piešťany Zuschauer: 240 |

| 15. August 2014 19:00 Uhr | Tschechien Jan Dufek (9:58) Daniel Krenželok (22:46) Roman Dymáček (33:34) Lukáš Anděl (35:26) | 4:3 (1:0, 3:3, 0:0) Spielbericht | Schweden Lucas Carlsson (24:11) Oliver Erixon (27:42) Jonathan Dahlén (37:51) | Zimní stadion v Břeclavi, Břeclav Zuschauer: 2967 |

### Spiel um Platz 3
| 16. August 2014 15:00 Uhr (Ortszeit) | Vereinigte Staaten Tommy Novak (10:50) Erik Foley (14:07) Troy Terry (16:29) Karch Bachman (43:20) Dennis Yan (64:03) | 5:4 n. V. (3:2, 0:0, 1:2, 1:0) Spielbericht | Schweden Oliver Erixon (3:43) Jonathan Dahlén (10:14) Linus Ölund (50:07) Rasmus Asplund (58:30) | Zimný Štadión Piešťany, Piešťany Zuschauer: 295 |

### Finale
| 16. August 2014 17:00 Uhr (Ortszeit) | Tschechien Radek Koblížek (23:26) Lukáš Jašek (38:48) | 2:6 (0:4, 2:1, 0:1) Spielbericht | Kanada Dylan Strome (3:34) Lawson Crouse (9:06) Mitchell Marner (13:09) Travis Konecny (16:51) Nicolas Roy (29:29) Lawson Crouse (51:38) | Zimní stadion v Břeclavi, Břeclav Zuschauer: 3000 |

### Sieger – Kanada
| Sieger des Ivan Hlinka Memorial Tournament 2014 Kanada | Torhüter: Callum Booth, Zach Sawchenko Verteidiger: Ethan Bear, Guillaume Brisebois, Connor Hobbs, Nicolas Meloche, Jérémy Roy, Matthew Spencer, Mitchell Vande Sompel Angreifer: Mathew Barzal, Anthony Beauvillier, Lawson Crouse, Jansen Harkins, Graham Knott, Travis Konecny (C), Mitchell Marner, Nick Merkley, Adam Musil, Nicolas Roy, Tyler Soy, Mitchell Stephens, Dylan Strome Trainer: Jody Hull |

## Beste Scorer
Abkürzungen: Sp = Spiele, T = Tore, V = Vorlagen, Pkt = Punkte, SM = Strafminuten; Fett: Bestwert
| Spieler         | Team               | Sp | T | V | Pkt | SM |
| --------------- | ------------------ | -- | - | - | --- | -- |
| Tommy Novak     | Vereinigte Staaten | 5  | 5 | 6 | 11  | 2  |
| Brock Boeser    | Vereinigte Staaten | 5  | 6 | 2 | 8   | 10 |
| Petrus Palmu    | Finnland           | 4  | 4 | 4 | 8   | 4  |
| Dennis Yan      | Vereinigte Staaten | 5  | 4 | 4 | 8   | 4  |
| Sebastian Aho   | Finnland           | 4  | 5 | 2 | 7   | 0  |
| Kirill Kaprisow | Russland           | 4  | 5 | 2 | 7   | 0  |
| Lukáš Jašek     | Tschechien         | 5  | 4 | 3 | 7   | 0  |
| Mathew Barzal   | Kanada             | 5  | 2 | 5 | 7   | 0  |
| Mitchell Marner | Kanada             | 5  | 2 | 5 | 7   | 6  |
| Julius Nättinen | Finnland           | 4  | 1 | 6 | 7   | 0  |

Lawson Crouse (Kanada) erzielte ebenfalls sechs Tore, während Martin Weinhold (Tschechien) auch auf sechs Vorlagen kam.

## Abschlussplatzierungen
| Pl. | Team               |
| --- | ------------------ |
| 1   | Kanada             |
| 2   | Tschechien         |
| 3   | Vereinigte Staaten |
| 4   | Schweden           |
| 5   | Finnland           |
| 6   | Schweiz            |
| 7   | Russland           |
| 8   | Slowakei           |